# Microsoft Lumia 550
Microsoft Lumia 550 este un smartphone de buget mic fabricat de Microsoft,anunțat pe 6 octombrie 2015. Acesta a fost prezentat odată cu Lumia 950 pe 6 octombrie 2015, la un eveniment de presă din New York. Dispozitivul a fost lansat în decembrie 2015. Este disponibil în culorile negru și alb.